# Dinotrema tuberculatum
Dinotrema tuberculatum är en stekelart som beskrevs av Van Achterberg 1988. Dinotrema tuberculatum ingår i släktet Dinotrema och familjen bracksteklar. Inga underarter finns listade i Catalogue of Life.